# Rio Cârligele (Văsălatu)
O Rio Cârligele é um rio da Romênia, afluente do Văsălatu, localizado no distrito de Argeş.